# White Wilderness
White Wilderness (Engels voor witte wildernis) is een natuurdocumentaire van Walt Disney uit 1958, die in 1959 een Oscar won voor beste documentaire. 
De film geeft het leven op de noordpool weer, waarbij onder meer ijsberen, walrussen en kariboes te zien zijn.
Tijdens het filmen van de documentaire probeerde men vast te leggen, dat lemmingen suïcidaal zijn, en zich in zee storten. Voor dit doel importeerde men honderden lemmingen die men van Inuit gekocht had, aangezien deze niet op de plek waar gefilmd werd, Alberta in Canada, voorkwamen. De op film vastgelegde migratie was volledig nep, men duwde zelfs lemmingen het water in om de suggestie te wekken dat zij suïcidaal zouden zijn. 
De producent van de documentaire won de Academy Award voor Beste Documentaire. Het duurde drie jaren om de documentaire te maken, waarbij negen cameramensen betrokken waren en alle jaargetijden belicht werden.
Aangezien White Wilderness een documentaire is, werd de indruk gewekt dat lemmingen inderdaad dit suïcidale gedrag vertonen. Dit volksverhaal over de lemming is niet hierdoor ontstaan, maar waarschijnlijk  wel versterkt.